# Lakså
Lakså est une localité du comté de Nordland, en Norvège.

## Géographie
Administrativement, Lakså fait partie de la kommune d'Evenes.